# Олімпійська спортивна конфедерація Німеччини
Олімпійська спортивна конфедерація Німеччини (нім. Deutscher Olympischer Sportbund, DOSB) — організація заснована 20 травня 2006 року в результаті злиття Німецької спортивної конфедерації (нім. Deutscher Sportbund) і Національного олімпійського комітету Німеччини (нім. Nationales Olympisches Komitee für Deutschland), що веде свою історію з 1895 року.
Організація представлена 89 000 спортивними клубами, в яких зареєстровано близько 27 мільйонів учасників, приблизно третина населення Німеччини.